# Gaston d’Audiffret-Pasquier

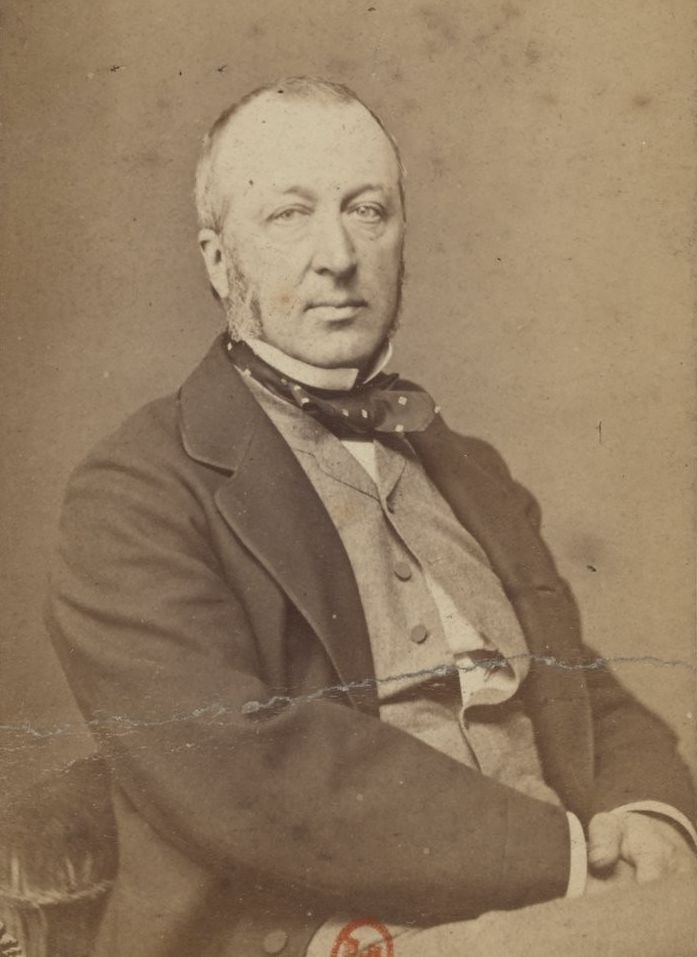
Gaston d’Audiffret-Pasquier (Fotografie von Bertall)

Edme Armand Gaston duc d’Audiffret-Pasquier (* 20. Oktober 1823 in Paris als Comte d’Audiffret; † 4. Juni 1905 in Paris) war ein französischer Politiker. Er war der erste Senatspräsident der Dritten Republik.

## Leben und Werk

### Herkunft, Familie und frühe Karriere
Edme Armand Gaston d’Audiffret war der Sohn des Grafen (Comte) Florimond Louis d’Audiffret, eines hohen Finanzbeamten, und von Zoé Pasquier, der Nichte und Erbin des Staatsmanns Étienne-Denis, duc Pasquier. Dieser adoptierte seinen Großneffen, und mit Pasquiers Tod im Jahr 1862 ging dessen Herzogstitel auf Gaston d’Audiffret über, der damit Duc d’Audiffret-Pasquier wurde.
Im Jahr 1845 nahm Gaston d’Audiffret einen Posten im Conseil d’État an, wo er nach der Februarrevolution 1848 in den Genuss einer Beförderung kam. Ebenfalls 1845 heiratete er Jenny-Marie Fontenilliat, die Tochter des Bankiers Henry Fontenilliat und Schwägerin von Auguste Casimir-Perier, Innenminister unter Adolphe Thiers.
Im Zweiten Kaiserreich von bedeutenden politischen Ämtern ferngehalten, wurde er dennoch Abgeordneter im Generalrat des Départements Orne und Bürgermeister von Saint-Christophe-le-Jajolet in demselben Département, wo er ein Schloss, das Château de Sassy, besaß.

### Abgeordneter der Nationalversammlung
Bei Nachwahlen im Januar 1866 und regulären Parlamentswahlen 1869 kandidierte er jeweils vergeblich für einen Sitz im Corps législatif, dem Unterhaus des Parlaments. Erst nach dem Sturz des Kaisers war er bei den Wahlen zur Nationalversammlung 1871 erfolgreich und zog mit 60.226 von 65.515 abgegebenen Stimmen in das Parlament ein. Am 22. Mai 1872 hielt er vor diesem eine Rede, in der er in großer Schärfe den behördlichen Machtmissbrauch und die Veruntreuung von Geldern unter dem Kaiserreich geißelte. Die Versammlung beschloss daraufhin, Audiffrets Rede drucken und in allen Gemeinden des Landes aushängen zu lassen, wodurch er einer der bekanntesten politischen Redner seiner Zeit wurde.

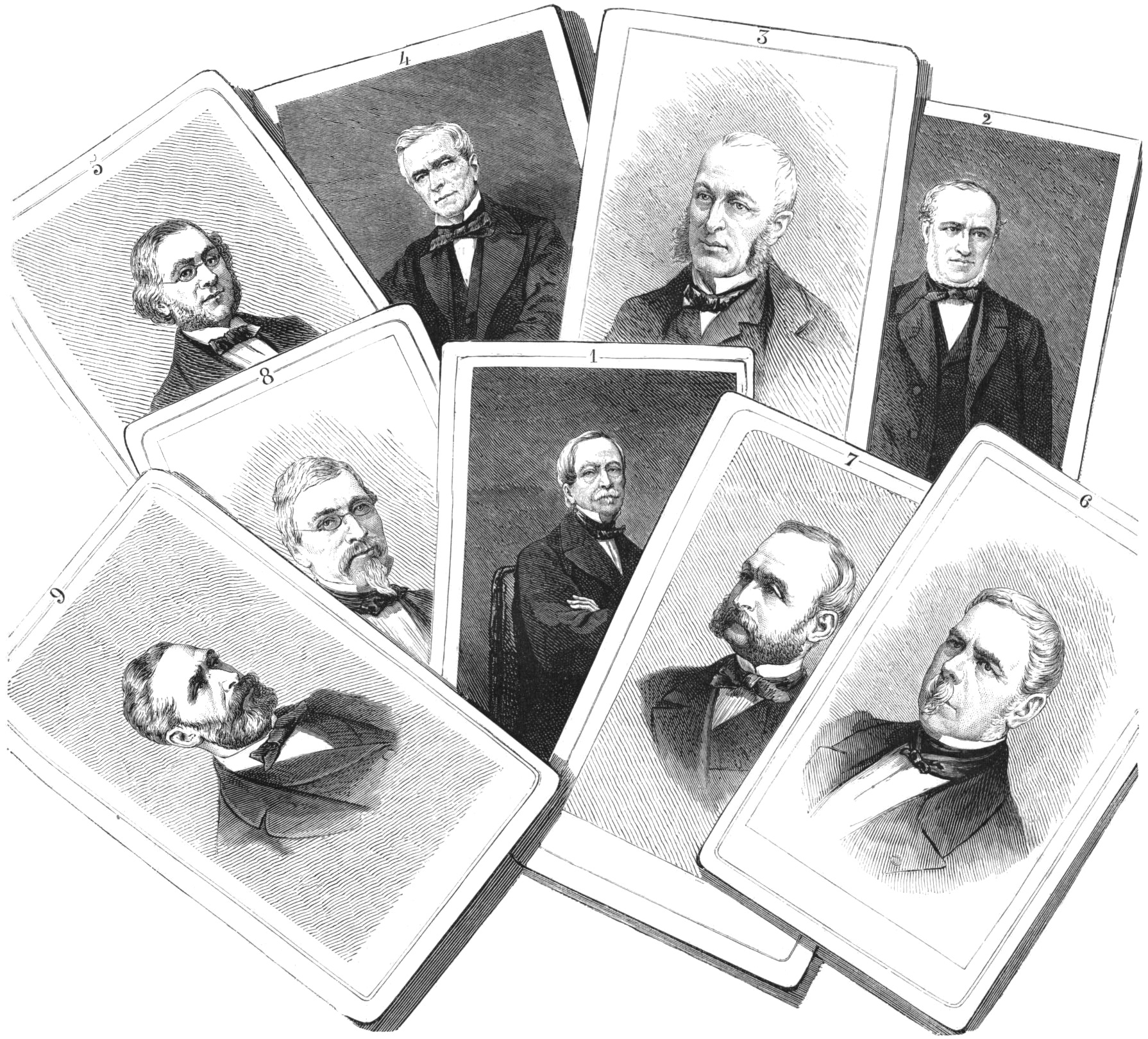
Audiffret-Pasquier (obere Reihe 3. v. l.) als Mitglied der Commission des Neuf zur Einigung der Monarchisten (1873)

Als Anhänger der konstitutionellen Monarchie trug er aktiv zum Sturz von Staatspräsident Adolphe Thiers bei und bemühte sich nach dessen Rücktritt 1873 um den Zusammenschluss der monarchistischen Kräfte zur Wiederherstellung des Königreichs. Diese Bemühungen scheiterten jedoch an der starren Haltung des Grafen von Chambord. Am 20. November 1873 stimmte Audiffret daher für die Verlängerung der Amtszeit von Thiers’ Nachfolger Patrice de Mac-Mahon auf sieben Jahre.
In der Folge sah er sich außer den Anfeindungen der Anhänger des Kaiserreichs auch solchen vonseiten der ultrakonservativen Monarchisten ausgesetzt, die ihm das Scheitern der Restauration zur Last legten. Er suchte daher fortan als Bündnispartner für eine Regierungsmehrheit auch die gemäßigte Linke.
Im Dezember 1874 wurde er Vizepräsident der Versammlung. 1875 lehnte er es ab, einen Ministerposten im Kabinett von Premierminister Louis-Joseph Buffet anzunehmen, weil ihm das Innenressort verwehrt worden war.
Am 15. März desselben Jahres 1875 wurde er Vorsitzender der Nationalversammlung. In seiner Eröffnungsrede drückte er seine besondere Wertschätzung für das parlamentarische Regierungssystem aus und bezeichnete die Freiheit als beste Garantie für Sicherheit und Ordnung.
Als die Nationalversammlung am 30. Januar 1875 den Vorschlag von Henri Wallon zur Einführung der Dritten Republik mit für sieben Jahre gewähltem Staatspräsidenten annahm, der die republikanische Staatsform zementierte, stimmte er dagegen. Den in der Folge beschlossenen weiteren Verfassungsänderungen zur Gründung der Dritten Republik (Februar 1875) stimmte er jedoch zu.

### Senator in der Dritten Republik
Bei der Wahl der Senatoren auf Lebenszeit (Sénateurs inamovibles) durch die Abgeordnetenkammer am 9. Dezember 1875 wurde er im ersten Wahlgang gewählt. Am 13. März 1876 wurde er zum ersten Präsidenten des Senats der Dritten Republik gewählt und verblieb in dieser Funktion bis 1879, als sein politisches Lager die Senatsmehrheit verlor.
Als Senatspräsident setzte er sich in der Krise um die Regierung Gaëtan de Rochebouët 1877 für ein Entgegenkommen gegenüber den republikanischen Kräften ein und intervenierte diesbezüglich bei Staatspräsident Mac-Mahon, woraufhin dieser schließlich Rouchebouët entließ und dessen republikanischen Vorgänger Jules Dufaure erneut als Premierminister einsetzte und mit der Regierungsbildung betraute.
Im weiteren Verlauf seiner Tätigkeit im Senat nahm Audiffret-Pasquier weiterhin rege an den Debatten im Hohen Haus teil; er stimmte dabei stets mit der monarchistischen Rechten. Um die Jahrhundertwende war er Mitglied der Ligue de la patrie française, die sich als antidreyfusardische Bewegung gegründet hatte.
Gaston d’Audiffret-Pasquier verstarb am 4. Juni 1905 in Paris.

## Ehrungen und Auszeichnungen
Im Jahr 1878 wurde er als Nachfolger von Félix Dupanloup in die Académie française gewählt (Fauteuil 16). Aus politischen Gründen wurde er dabei, obwohl er keine literarischen Werke veröffentlicht hatte, dem Schriftsteller Charles Leconte de Lisle vorgezogen.

## Werke
- Mémoires du Chancelier Pasquier, 6 Bände, Paris 1895–1897 (Volltexte auf Gallica).